# مبنى مجلس رئاسة البوسنة والهرسك
مبنى مجلس رئاسة البوسنة والهرسك (مبنى الرئاسة) هو المقر الرسمي لمجلس الرئاسة البوسني، ويقع في بلدية سنتار (وَسَط) في سراييفو، البوسنة والهرسك.
بعد الاحتلال النمساوي المجري للبوسنة والهرسك عام 1878، أرادت إدارة الاحتلال مقراً لها في وسط ساراييفو لإيواء العديد من العاملين والعسكريين. صمّم المعماري جوزيف فانزاش المبنى الحكومي الجديد على طراز عمارة عصر النهضة، وتم العمل على تشييده من عام 1884 حتى عام 1886. ظلّ المبنى المقر للنظام النمساوي-المجري في المنطقة، ضاماً أقساماً حكومية وعسكرية، فضلاً عن المحاكم والقاعات الاحتفالية.
بعد الحرب العالمية الأولى، أصبح المبنى المقر الحكومي لمقاطعة درينا بانوفينا في مملكة يوغوسلافيا. بعد الحرب العالمية الثانية، أصبح المبنى مقر الإقامة الرسمي لرئيس جمهورية البوسنة والهرسك الاشتراكية (ضمن يوغوسلافيا)، كذلك منزلاً للجنة التنفيذية لمجلس الشعب. أثناء الحرب البوسنية، استُخدم المبنى من قبل القيادة العليا لجيش جمهورية البوسنة والهرسك كمقر عسكري لها. عانى المبنى من أضرار خارجية وداخلية خلال الحرب، والتي تم العمل على ترميمها جزئياً فيما بعد.
منذ عام 1996، استخدم المبنى كمقر الإقامة الرسمي للرئاسة الجماعية في البوسنة والهرسك. كل الرؤساء الجماعيين ونوابهم يستخدمون المبنى كمقر الإقامة الرئيسي في سراييفو، وكمكتب رسمي ومكتب عمل. كذلك يجتمع مجلس وزراء حكومة البوسنة والهرسك في المبنى، وتقع بعض الأقسام الحكومية فيه (ومن ضمنها محفوظات البوسنة والهرسك).
يستخدم المبنى أيضاً لأغراض المراسم والتشريفات واستقبال ولقاء كبار الشخصيات من الزوار الأجانب ورؤساء الدول.

## روابط خارجية
- معلومات مبنى رئاسة جمهورية البوسنة والهرسك